# Karamba Diaby
Pour les articles homonymes, voir Diaby.
Karamba Diaby, né le 27 novembre 1961 à Marsassoum (Sénégal), est un homme politique allemand d'origine sénégalaise, membre du SPD. Élu le 22 septembre 2013, il est le premier député d'origine africaine avec Charles M. Huber (élu à la même législature, mais pour la CDU) à siéger au Bundestag.

## Biographie

### Origines et études
Né au Sénégal, il passe son baccalauréat aux côtés du futur président Macky Sall. Il est ensuite porte-parole d'étudiants grévistes à Dakar, étant élève à l'université Cheikh-Anta-Diop. Grâce à une bourse, il rejoint la République démocratique allemande (RDA) en 1985, ne sachant toutefois pas à l'époque parler allemand.
Pendant ses années d'études en Allemagne, il est porte-parole des étudiants étrangers de son université et obtient, en 1989, à la chute du mur de Berlin, la régularisation de plusieurs de ses camarades, la fin de la RDA signifiant pour certains de devoir quitter le pays en raison d'accords d'échange désormais obsolètes. Il déclare à ce sujet : « J'étais très excité et en même temps inquiet : je ne savais pas si je pourrais rester en RDA. Le pays qui m'avait invité à étudier avait disparu ». Il termine ses études en devenant docteur en géoécologie, après une thèse sur la pollution de sols dans les jardins ouvriers. En 1991, alors doctorant, il est agressé physiquement.
Il parle couramment l'allemand, le français et le mandinka.

### Carrière politique

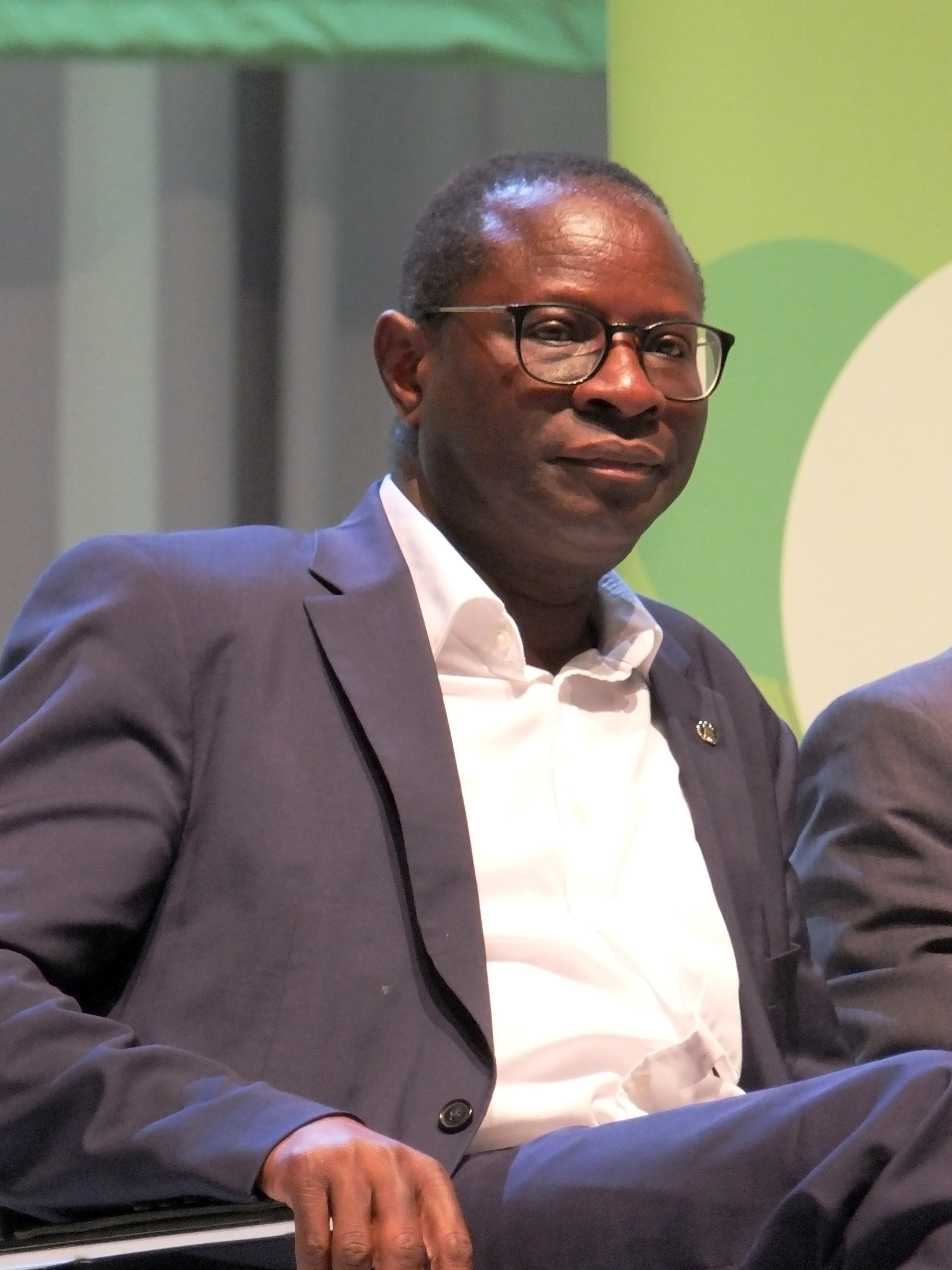
Karamba Diaby en 2019.

Politiquement, il se fait surtout connaître localement dans les années 1990, lorsqu'il défend le maintien de lopins de terres où des habitants de Halle cultivent des fruits et des légumes. Des investisseurs avaient en effet déclaré ces agrumes impropres à la consommation en raison de la pollution des sols. Karamba Diaby réalise une étude prouvant le contraire et acquiert une certaine notoriété dans la ville.
Ancien président du Conseil fédéral des immigrés, il est agressé en 1991 en raison de ses origines. Il est ensuite conseiller municipal de Halle, ville de la ex-RDA souvent considérée comme un fief nénoazi ; Karamba Diaby estime cependant que le racisme n'est plus un problème dans l'Allemagne des années 2010. Il travaille comme chargé du portefeuille de l'intégration au sein du ministère du Travail du Land de Saxe-Anhalt.
Figurant en troisième position (une place éligible) sur la liste du SPD de la circonscription de Halle pour les élections fédérales de 2013, il déclare : « J'aimerais être jugé sur mes compétences et mon expérience plutôt que sur ma couleur de peau ». Il est élu député le 22 septembre.
Il est réélu lors des élections fédérales de 2017. Durant la campagne, il est l'objet d'attaques racistes.
En janvier 2020, sa permanence reçoit des impacts de balles et il reçoit un mail de menace de mort.
Lors des élections fédérales de 2021, il remporte pour la première fois directement sa circonscription électorale de Halle. Avec 28,8 % des voix au premier tour, il devance Christoph Bernstiel, qui lui obtient 20,7 % des voix.
Au sein du 20e Bundestag, Karamba Diaby est membre titulaire de la commission de la coopération économique et du développement puis de la commission des affaires étrangères. Par ailleurs, il est membre de la sous-commission de la santé globale et l'Assemblée parlementaire franco-allemande. Il préside également le groupe parlementaire sur l'Afrique de l'Ouest et est membre suppléant de la sous-commission de la politique internationale sur le climat et l’énergie.
En juillet 2024, Karamba Diaby annonce renoncer à se représenter à la suite des menaces de mort, dans un contexte de recrudescence des agressions racistes et des crimes de haine xénophobe dans le pays.

## Vie privée
Il rencontre sa femme, Ute, une Allemande, dans les années 1990 ; ils ont ensemble trois enfants. Il n'acquiert la nationalité allemande qu'en 2001, soit seize ans après son arrivée en Allemagne, justifiant cette procédure tardive ainsi : « On me demandait de renoncer à ma nationalité sénégalaise et je m'y refusais par principe. Jusqu'à ce que je réalise que je serais plus utile si je pouvais m'engager en politique ». Portant initialement le boubou africain, il y a renoncé après une campagne insultante le figurant avec cet habit traditionnel,.